# Catocala atarah
Catocala atarah är en fjärilsart som beskrevs av John Kern Strecker 1874. Catocala atarah ingår i släktet Catocala och familjen nattflyn. Inga underarter finns listade i Catalogue of Life.